# Enrico Magazzini
Enrico Magazzini (Empoli, 27 april 1988) is een Italiaans wielrenner die tot seizoen 2011 uitkwam voor Lampre-ISD.

## Overwinningen
2005
- 4e etappe Giro della Lunigiana, Junioren

## Grote rondes
Geen
Ballan  ·
Bandiera ·
Bindi ·
Boets · 
Bono ·     
Bruseghin ·
Caucchioli ·
Cunego ·
Da Dalto · 
Furlan ·
Gasparotto ·
Gavazzi ·
Grendene · 
Loosli ·
Lorenzetto ·
Magazzini ·
Marzano ·
Manuele Mori ·
Massimiliano Mori ·
Ponzi ·
Righi ·
Santambrogio ·
Sapa ·
Špilak ·
Tiralongo ·
Tomei ·
Zagorodni ·
Malori (stagiair)
Balloni ·
Bernucci ·
Boets · 
Bole ·
Bono ·     
Cunego ·
Da Dalto · 
Furlan ·
Gavazzi ·
Grendene · 
Hondo ·
Kasjetsjkin ·
Loosli ·
Lorenzetto ·
Magazzini ·
Malori ·
Marzano ·
Mori ·
Petacchi ·
Pietropolli ·
Ponzi ·
Righi ·
Sapa ·
Simoni (tot 31/05) ·
Spezialetti ·
Špilak ·
Ulissi ·
Pasqualon (stagiair) ·
Rabottini (stagiair) ·
Rocchetti (stagiair)
Balloni ·
Bertagnolli ·
Boets · 
Bole ·
Bono ·     
Cunego ·
Gavazzi ·
Hondo ·
Kasjetsjkin (tot 31/07) ·
Kondroet ·
Kostjoek ·
Kryvtsov ·
Kvatsjoek ·
Loosli ·
Magazzini ·
Malori ·
Marzano ·
Mori ·
Niemiec ·
Pérez ·
Petacchi ·
Pietropolli ·
Righi ·
Scarponi ·
Spezialetti ·
Špilak ·
Szeghalmi ·
Ulissi ·
Graziato (stagiair) ·
Tedeschi (stagiair) ·
Tiozzo (stagiair)